# كلاوس هوفمان
كلاوس هوفمان (بالألمانية: Klaus Hoffmann)‏ (و. 1951  م) هو كاتب، ومغني، وممثل مسرحي، وممثل أفلام، وكاتب أغاني ألماني، ولد في برلين، شارك في الانتخابات الرئاسية الألمانية 2010.

## وصلات خارجية
- كلاوس هوفمان على موقع IMDb (الإنجليزية)
- كلاوس هوفمان على موقع ألو سيني (الفرنسية)
- كلاوس هوفمان على موقع ميوزك برينز (الإنجليزية)
- كلاوس هوفمان على موقع ديسكوغز (الإنجليزية)
- كلاوس هوفمان على موقع قاعدة بيانات الفيلم (الإنجليزية)
- كلاوس هوفمان على موقع كينوبويسك (الروسية)
- كلاوس هوفمان في قاعدة بيانات الأفلام على الإنترنت